# Parafia św. Katarzyny w Iwanowicach
Parafia Świętej Katarzyny w Iwanowicach – parafia rzymskokatolicka należąca do dekanatu Opatówek diecezji kaliskiej. Została utworzona w XIII wieku. Mieści się przy ulicy Zamkowej. Prowadzą ją księża diecezjalni.